# Episodi di Criminal Minds (terza stagione)
La terza stagione della serie televisiva Criminal Minds è stata trasmessa negli Stati Uniti dal 26 settembre 2007 al 21 maggio 2008.
In Italia la stagione è stata trasmessa in prima visione dal 31 gennaio 2008 al 17 luglio 2008 sul canale satellitare a pagamento Fox Crime. La prima visione in chiaro è avvenuta dal 2 novembre 2008 al 22 marzo 2009 su Rai 2.
| nº | Titolo originale     | Titolo italiano             | Prima TV USA      | Prima TV Italia  |
| -- | -------------------- | --------------------------- | ----------------- | ---------------- |
| 1  | Doubt                | Dubbio                      | 26 settembre 2007 | 31 gennaio 2008  |
| 2  | In Birth and Death   | Nel nome del sangue         | 3 ottobre 2007    | 31 gennaio 2008  |
| 3  | Scared to Death      | Spaventati a morte          | 10 ottobre 2007   | 7 febbraio 2008  |
| 4  | Children of the Dark | Bambini nel buio            | 17 ottobre 2007   | 14 febbraio 2008 |
| 5  | Seven Seconds        | Sette secondi               | 24 ottobre 2007   | 21 febbraio 2008 |
| 6  | About Face           | Mi hai visto?               | 31 ottobre 2007   | 28 febbraio 2008 |
| 7  | Identity             | Identità                    | 7 novembre 2007   | 6 marzo 2008     |
| 8  | Lucky                | Fortunato                   | 14 novembre 2007  | 13 marzo 2008    |
| 9  | Penelope             | Penelope                    | 21 novembre 2007  | 20 marzo 2008    |
| 10 | True Night           | Il cavaliere della notte    | 28 novembre 2007  | 27 marzo 2008    |
| 11 | Birthright           | Eredità di sangue           | 12 dicembre 2007  | 3 aprile 2008    |
| 12 | 3rd Life             | La terza possibilità        | 9 gennaio 2008    | 10 aprile 2008   |
| 13 | Limelight            | Il prezzo dell'ambizione    | 23 gennaio 2008   | 18 aprile 2008   |
| 14 | Damaged              | Il tassello mancante        | 2 aprile 2008     | 5 giugno 2008    |
| 15 | A Higher Power       | L'angelo della misericordia | 9 aprile 2008     | 12 giugno 2008   |
| 16 | Elephant's Memory    | Memoria da elefante         | 16 aprile 2008    | 19 giugno 2008   |
| 17 | In Heat              | I segreti degli altri       | 30 aprile 2008    | 26 giugno 2008   |
| 18 | The Crossing         | Vite incrociate             | 7 maggio 2008     | 3 luglio 2008    |
| 19 | Tabula Rasa          | Tabula rasa                 | 14 maggio 2008    | 10 luglio 2008   |
| 20 | Lo-Fi                | Bassa intensità             | 21 maggio 2008    | 17 luglio 2008   |

## Dubbio
- Titolo originale: Doubt
- Diretto da: Gloria Muzio
- Scritto da: Chris Mundy

### Trama
La squadra viene chiamata a Flagstaff, in Arizona, dove alcune studentesse del college vengono rapite e uccise. La direttrice ha intenzione di chiudere il campus, ma Gideon non è d'accordo. Intanto la coordinatrice della sezione BAU Erin Strauss chiama in continuazione l'agente Prentiss che dovrebbe tenerla al corrente di ciò che accade all'interno della squadra. Emily non si sente a suo agio nel ruolo di spia. Il team è pronto per un profilo: l'assassino è un uomo bianco, che non incute timore, fa parte del personale del campus. Gli agenti pensano che si tratti di una guardia notturna, poiché queste hanno a disposizione dei taser come quello utilizzato dall'assassino. Inoltre il killer si accanisce sulle donne dai capelli bruni. Garcia scopre che una guardia è stata lasciata dalla moglie da circa sei mesi e i suoi turni coincidono con le ore degli omicidi. Il sospettato ha appena caricato sulla sua auto di servizio una ragazza bruna e le sta facendo strane domande. La ragazza si spaventa, ma nota che la macchina è chiusa e lei non può uscire. Gli agenti dell'FBI riescono a trovarla e a prendere la guardia, ma non ci sono prove per arrestarlo e gli agenti si limitano a tenerlo in custodia per 72 ore. Gideon è certo che l'uomo sia colpevole perché il profilo corrisponde alla perfezione. Mentre la guardia è in sala interrogatori, succede una cosa inaspettata: un'altra ragazza, sempre bruna, viene trovata uccisa a coltellate. Inoltre arriva un messaggio alla polizia: "Non è lui. Io sono ancora qua fuori". Per i profiler è un imitatore, ma per gli agenti del posto e per gli studenti sono solo scuse: hanno preso l'uomo sbagliato. Così, sotto la pressione del suo avvocato, la guardia viene rilasciata. I profiler sono convinti che ora i killer siano due e sono in circolazione. Così Gideon dà il comando di far seguire la guardia e di tenerla sotto controllo con le telecamere del campus. Una ragazza viene a parlare da JJ, dicendo che c'è una ragazza che si comporta stranamente: è instabile mentalmente, parla sempre di suicidio, si fa dei tagli sulle braccia, ha gli articoli degli omicidi appesi in camera e sono sporchi si sangue. Quel che è peggio è che ha un coltello e che si è inspiegabilmente tinta i capelli di castano scuro. Gideon è sicuro che questa sia la seconda assassina e aspetta di vedere sulle telecamere se i due si incontrano. Presto accade e la ragazza confessa all'uomo di voler essere uccisa da lui, poiché lei non ha il coraggio di suicidarsi. L'uomo continua a negare gli omicidi, ma per il team questo basta per intervenire: Morgan e Prentiss si avvicinano alla ragazza ma è troppo tardi; lei accoltella lui e poi se stessa. I medici arrivano quando ormai non c'è più niente da fare. Gli agenti tornano a Quantico e la Strauss convoca Hotchner. Questa sostiene che è stato uno sbaglio lasciar avvicinare una ragazza psicolabile a un probabile serial killer e sospende l'agente per due settimane benché la decisione sia stata di Gideon.
Nota: tutto l'episodio è raccontato fuoricampo da Gideon, il quale sta scrivendo una lettera di addio nel suo cottage.
- Altri interpreti: Shawn Michael Patrick (Det. Jim Griffith), Jayne Atkinson (Section Chief Erin Strauss), Moira Squier (Sarah), Anthony Diaz-Perez (Paul Davies), Tori White (Aliza), Angela Oh (Sarah), Kim Estes (Coroner), Christina Haag (Female Cop), Cole Moira Price (Suzanne), Amanda MacDonald (Helen), Tyler Poelle (Cop), Elizabeth Hendrickson (Katie), Vince Grant (Nathan Tubbs), Alexa Alemanni (Amy Deckerman), Shelly Cole (Anna Begley)

### Soggetto Ignoto
La guardia giurata Nathan Tubs

### Citazioni
- Le scene degli omicidi sono sempre tragiche. Ma se le vittime sono giovani e la loro vita è stata stroncata prima che abbiano potuto conoscerla sono ancora più strazianti. (Jason Gideon)
- Questo lavoro mette alla prova la nostra fiducia nel mondo. Ma ormai non posso più guardare nessuno senza vedere la sua morte. E se perdere la fiducia nell'umanità sembra terribile, perdere la fiducia nel lieto fine è peggio. (Jason Gideon)

Ascolti tv Italia: 2.526.000 telespettatori 

## Nel nome del sangue
- Titolo italiano alternativo (Rai 2): Aspettando il lieto fine
- Titolo originale: In Birth and Death
- Diretto da: Edward Allen Bernero
- Scritto da: Chris Mundy

### Trama
Gideon è sparito, mentre Hotchner è a casa poiché è stato sospeso. Anche Prentiss non è ancora arrivata al lavoro, ma JJ presenta lo stesso il caso a Morgan e Reid. Hotchner arriva in ufficio e dice a Morgan di essere stato sospeso, nell'ufficio della Strauss entra l'agente Prentiss dicendo di volersi ritirare e di voler chiedere trasferimento all'ufficio degli affari esteri. La squadra ha bisogna di un altro componente e la Strauss decide di accompagnare JJ, Morgan e Reid a Milwaukee, Wisconsin, dove alcune donne sono state trovate morte con il cuore asportato. Morgan chiama più volte Hotch per farsi dare dei consigli poiché in due non possono stilare un profilo completo. Una donna viene rapita in un supermercato e il video della sorveglianza rivela che ad attirarla è stata un bambino. Morgan intuisce che probabilmente il serial killer usa il figlio per scegliere le vittime. Inoltre, visti gli orari degli omicidi, si pensa che il killer lavori in ambito scolastico (o che comunque debba portare il figlio a scuola e andarlo a prendere). Hotch è stanco di questa situazione e decide di andare da Prentiss a chiederle di andare con lui ad aiutare Morgan e Reid. Arrivati, si mettono subito al lavoro: il profilo indica un bambino senza madre, che vive da solo col padre, con disturbi comportamentali. La donna rapita al supermercato viene ritrovata morta. Intanto gli agenti comprendono una cosa: il bambino non ha affatto disturbi del comportamento, anzi, probabilmente tenta di sembrare agli occhi degli insegnanti il più normale possibile, eseguendo tutti i compiti e aiutando gli altri. Tutto porta a pensare a un ragazzino di 6 anni che è andato a casa poiché non si sentiva molto bene, accompagnato dall'infermiera della scuola. La donna doveva essere quindi la prossima vittima. Gli agenti vanno subito a casa sua e Prentiss si propone come esca per farsi aprire dal bambino che, vedendo una donna bruna, non può non cogliere l'occasione. Il padre è in una stanza a uccidere la donna e Prentiss entra appena in tempo. Viene colpita in testa con una trave, ma riesce a chiamare gli altri che irrompono in casa e possono arrestare il killer, che tra l'altro era un malato terminale, abbandonato dalla moglie bruna. Prima di essere arrestato ha dichiarato che questa volta non aveva ordinato al figlio di portargli una donna da uccidere, ma che il bambino aveva fatto tutto da solo ed aveva preso l'abitudine. Reid va al cottage di Gideon a cercarlo e trova la lettera di addio. Il profiler ha lasciato pistola e distintivo sul tavolo e ha chiesto le dimissioni dall'FBI. Inoltre la moglie di Hotch, arrabbiata con lui poiché pensa troppo al suo lavoro piuttosto che a lei e a suo figlio, lo lascia e va a vivere temporaneamente dalla sorella.
- Altri interpreti: Jayne Atkinson (Erin Strauss), Meredith Monroe (Haley Hotchner), Eddie Cibrian (Joe Smith), Lucia Sullivan (Vicki), Gordon Clapp (Det. Wolynski), Yvonne Jung (Claire), Chandler Canterbury (David Smith), Regi Davis (Poliziotto), Stefan Marks (Bill Thompson), Cade Owens (Jack Hotchner), Mary Ostrow (Pam), Lori Skope (Ms. Bennett), Grace C. Renn (Lisa Phillips), Jacquie Barnbrook (Rose).

### Soggetto Ignoto
Il padre single Joe Smith, aiutato dal figlio David

### Citazioni
- George Washington ha detto: "Lasciate che il vostro cuore soffra per l'afflizione e la disperazione degli altri". (Aaron Hotchner)

Ascolti tv Italia: 3.697.000 telespettatori 

## Spaventati a morte
- Titolo originale: Scared to Death
- Diretto da: Félix Enríquez Alcalá
- Scritto da: Debra J. Fisher e Erica Messer

### Trama
Uno psichiatra che ha abbandonato il suo lavoro da un anno, ha iniziato a uccidere. L'uomo attira persone appena arrivate a Portland, in Oregon, illudendole di poterle aiutare a superare le loro fobie. Successivamente conduce i pazienti nel suo finto studio e li convince a praticare una terapia mirata a combattere le loro paure. Nel frattempo la polizia trova alcuni cadaveri lungo un sentiero, tutti sono morti di morte violenta: soffocamento, annegamento, bruciati vivi, ecc. Sembrano non avere nessun collegamento tra loro a parte l'essere appena arrivati in città. I modus operandi difatti variano ogni volta. Gli agenti del BAU vengono contattati dalla polizia locale e non riescono a ricavare nulla dalla vittimologia. Andando nei posti più frequentati dai nuovi arrivati in città, gli agenti trovano dei volantini di uno psichiatra che spiega il suo lavoro nel campo delle fobie. Intanto l'S.I. ha convinto un giovane ragazzo con la paura dell'acqua a immergersi in un fiume. Il ragazzo preso dalla paura chiede aiuto al medico che al posto di aiutarlo lo lascia morire e prende appunti nel suo taccuino. Successivamente accoglie nel suo studio un'altra donna con la paura di essere sepolta viva. Il profilo degli agenti del BAU indica uno psichiatra che ha subito molestie, probabilmente è sposato e ha adottato dei figli. Garcia fa una breve ricerca e trova un certo psichiatra che ha lasciato il suo lavoro un anno prima, dopo la morte della madre, e che a quanto pare ora ha uno studio-fantasma. Prentiss e JJ vanno a casa sua e parlano con la moglie che non era a conoscenza della fine del lavoro di suo marito e dice loro che l'unico posto dove poter fingere di avere uno studio è un edificio che possiedono nel centro della città. La squadra va a cercarlo ma quando lo trovano lo psichiatra si getta dal tetto morendo sul colpo. Reid trova il suo taccuino in cui ha descritto la fobia della sua nuova paziente e intuiscono che questa sia nello scantinato dell'edificio. Infine la trovano, ancora viva ma col polso molto debole, sepolta sotto un cumulo di terra. Sull'aereo di ritorno a casa, Hotch confessa a Morgan che la moglie lo ha lasciato e ha portato via con sé il figlio.
- Altri interpreti: Jayne Atkinson (Section Chief Erin Strauss) Jennifer Lee Keyes (Jenny), Michael O'Keefe (Dott. Stan Howard), Barbara Gordon (Dog Owner), Randy Crowder (Apartment Super), M. J. Karmi (Mrs. Howard), Brandon Killham (Young Stan Howard), John Bobek (Patrick Walker), Casey Kramer (Landlady), Stephanie Venditto (Jane Howard), Melody Hollis (Jessica Howard), Danielle Sapia (Missy Cassell), Christopher Frontiero (Craig Sanders), Matt Bushell (Special Agent Bill Calvert)

### Soggetto Ignoto
Il dottor Stanley Howard

### Citazioni
- Il filosofo taoista Lao Tzu ha scritto: "Chi controlla gli altri può anche essere potente ma chi controlla se stesso è ancora più potente". (Aaron Hotchner)
- Eleanor Roosevelt ha detto: "Nelle situazioni in cui ti fermi a guardare la paura in faccia acquisti forza, coraggio e fiducia. Devi fare le cose che credi di non poter fare". (Aaron Hotchner)

Ascolti tv Italia: 3.748.000 telespettatori 

## Bambini nel buio
- Titolo originale: Children of the Dark
- Diretto da: Guy Norman Bee
- Scritto da: Jay Beattie e Dan Dworkin

### Trama
A Denver, in Colorado, intere famiglie vengono violentemente uccise tra le mura domestiche da due serial killer, uno particolarmente aggressivo e l'altro molto schivo e sottomesso. Il BAU è chiamato a indagare sugli assassini, i quali probabilmente sono stati vittime di abusi da parte della loro famiglia adottiva. Proprio per questo vanno in cerca delle altre famiglie adottive, uccidono a botte i genitori e "addormentano" i figli. L'unica superstite, un'adolescente, Carrie Ortiz, riconosce uno dei due aguzzini e lo fa arrestare. Questi fa il nome del complice, che nel frattempo ha fatto amicizia con uno dei bambini in affido alla famiglia che da piccolo aveva tormentato lui. L'uomo viene catturato e il bambino ricondotto a casa. Proprio mentre Morgan sta avviando il motore per andare via, dalla casa giunge un rumore di sparo: il killer aveva lasciato al bambino la sua pistola, per permettergli di vendicarsi e di uccidere la donna che, in passato e ancora oggi, tormentava i ragazzini. Il piccolo però non le ha sparato, l'ha solo spaventata e viene condotto via e salvato.
Emily nel frattempo si è affezionata a Carrie e vorrebbe portare la ragazza con sé a Washington.
- Altri interpreti: Stephanie Erb (Dina Halbert), Mark Doerr (Tom Halbert), Garrett Ryan (Hayden Halbert), Evan Donaldson (Neil), William Lee Scott (Gary), Francis Capra (Ervin), Tom Kiesche (Lt. Nellis), Mary Carrig (Carol), Michael Ng (Asian Diner), Laura P. Vega (Mrs. Ortiz), Alex Castillo (Mr. Ortiz), Parker Contreras (Danny Ortiz), Michael FitzGibbon (medico pronto soccorso), Bill Tangradi (Fence), Bob Rumnock (Supervisore), Christine Healy (Mrs. Manwaring), Masam Holden (Tyler), Kate Emerick (Sara), Christopher Frontiero (Clerk), Joanna Flores (Carrie Ortiz), Robert Fisher (poliziotto in Donut Shop)

### Soggetto Ignoto
La coppia di fratelli adottivi Gary e Ervin Robles

### Citazioni
- "In città il crimine si considera legato a questioni razziali e di classe. In periferia invece è intimo e psicologico, sfugge alle generalizzazione; è un mistero dell'anima individuale". Barbara Ehrenreich. (Emily Prentiss)
- Aaron Hotchner: Esci dalla tua stanza e tutte le persone che amavi sono morte. 
Derek Morgan: Succedesse a me, vorrei morire anch'io.

Ascolti tv Italia: 3.625.000 telespettatori 

## Sette secondi
- Titolo originale: Seven Seconds
- Diretto da: John Gallagher
- Scritto da: Andi Bushell

### Trama
Una bambina è scomparsa in un centro commerciale a Potomac Mills in Virginia, e tutto sembra somigliare al rapimento avvenuto una settimana prima, in un altro centro commerciale della città: la bambina era stata rapita e poi trovata morta tre giorni dopo. Per questo nuovo rapimento la polizia locale contatta subito il BAU per capire se c'è un collegamento con quello precedente. Gli agenti del team interrogano la madre e il padre della bambina, la zia, lo zio e il cuginetto, l'ultimo ad averla vista. I due bambini stavano giocando in una sala giochi del centro commerciale mentre i genitori facevano compere nei negozi vicini. A un certo punto la bambina scompare e la zia chiama subito il 911. Con tutte le uscite chiuse, l’S.I. è sicuramente rimasto all'interno e nasconde la bambina da qualche parte. Numerosi agenti iniziano a cercarla nell'edificio. Osservando i comportamenti dei parenti, l'agente Prentiss si accorge di alcune anomalie: la zia non sembra affatto sconvolta e il cuginetto nasconde qualcosa. Tra gli agenti del BAU si inizia a pensare che questa sparizione non c'entri con quella della settimana prima. Messi alle strette, gli zii confessano: lo zio violentava la nipotina e la moglie se n'era accorta. Per far cessare la "malattia" del marito, la zia aveva deciso di rapire e uccidere l'oggetto del desiderio del compagno. I due zii vengono arrestati, mentre il figlio confessa a Reid e Morgan di aver sentito la cuginetta pronunciare il nome di sua madre, prima di scomparire, ma di non aver avuto il coraggio di riferirlo alla polizia. La bambina viene infine trovata e rianimata dai paramedici.

### Soggetto Ignoto
La zia Susan Jacobs

### Citazioni
- Dostoevskij ha detto: "Non c'è niente di più facile che condannare un malvagio, niente di più difficile che capirlo". (Aaron Hotchner)
- Gilbert Keith Chesterton ha scritto: "Le favole non dicono ai bambini che esistono i draghi, i bambini già sanno che esistono, le favole dicono ai bambini che i draghi possono essere uccisi". (Aaron Hotchner)

Ascolti tv Italia: 4.343.000 telespettatori 

## Mi hai visto?
- Titolo originale: About Face
- Diretto da: Skipp Sudduth
- Scritto da: Charles Murray

### Trama
Una donna, rientrando a casa a Carrollton, Texas, trova sulla porta un volantino con la sua foto e la scritta "Have you seen me?" (Mi hai visto?). Spaventata si rivolge a un amico poliziotto, il quale promette di passare a vedere come sta a fine turno. Quando l'uomo si reca da lei è troppo tardi: la donna è sparita e l'S.I. ha lasciato una maschera bianca senza espressione con la scritta sulla fronte "One" (Numero Uno) e numerosi volantini come quello trovato dalla vittima appesi ai muri della stanza. Subito viene avvisato la BAU e gli agenti si recano sulla scena del crimine. A loro si unisce come consulente l'agente Rossi. Nella stessa città del Texas, un'altra donna di ritorno da una passeggiata con il cane, trova una staccionata nel suo isolato tappezzata di volantini con la sua foto e la solita frase. Presa dal panico, scappa, compra un fucile e si rifugia in un motel. L'altra donna sparita viene trovata morta e con il viso asportato. La seconda donna scomparsa chiama l'FBI e comunica di essersi nascosta in un motel, ma quando gli agenti ci arrivano la donna è già sparita e al suo posto trovano una maschera con su scritto "Due" sulla fronte e vari volantini con la sua faccia sparsi per la stanza. Il team capisce che l'S.I. deve aver avuto un'apparecchiatura tecnologicamente avanzata per captare la telefonata della donna e capire così di aver poco tempo per rapirla e spargere velocemente i volantini nella stanza. Nel frattempo il team esamina il modus operandi e delinea un profilo: un uomo bianco, di statura e peso medio, che ha probabilmente un lavoro in cui non ha cariche eccessive, ma piuttosto è "uno dei tanti". La scritta "Mi hai visto?" è infatti probabilmente riferita a sé stesso che non riesce a fuoriuscire dalla massa. Il team sa che questi tipi di S.I. spesso contattano la polizia, poiché vogliono comunicare la loro rabbia. Hocht non ha nemmeno finito di dirlo che al tg sentono parlare delle maschere, un particolare che JJ aveva cercato di tenere nascosto alla stampa. David Rossi, già arrivato alla conclusione di dover contattare l'S.I., ha infatti detto ai giornalisti che secondo la BAU le maschere sono segno di impotenza. Pochi minuti dopo l'S.I. telefona e Rossi gli parla il più possibile, facendolo arrabbiare e causandogli una crisi di nervi. Garcia scopre che l'S.I. chiama dagli uffici di una società di comunicazioni hi-tech, le cui porte vengono subito sigillate e l'S.I. non ha così via di scampo. Gli agenti corrono all'interno per cercare un uomo che abbia appena avuto una crisi di nervi o che abbia fatto una scenata. Tutto fa pensare a un impiegato che estrae un'arma e Hotch e Rossi sono costretti a sparargli. Sperando che la vittima si trovi a casa sua, gli agenti vanno a cercarla. Per fortuna la donna è ancora viva e viene trasportata via dai paramedici. La squadra torna a Quantico e l'agente Rossi decide di prendere il posto di Gideon.

### Soggetto Ignoto
L'informatico Max Pool

### Citazioni
- Erasmo ha scritto: "Che altro è la vita dei mortali se non una specie di commedia nella quale gli attori che si travestono con vari costumi e maschere entrano in scena e recitano la loro parte finché il regista li fa scendere dal palcoscenico". (Aaron Hotchner)

Ascolti tv Italia: 3.590.000 telespettatori 

## Identità
- Titolo originale: Identity
- Diretto da: Gwyneth Horder-Payton
- Scritto da: Oanh Ly

### Trama
La squadra parte per Great Falls nello Stato del Montana per indagare sull'omicidio di tre donne. L'ultima donna, Angela Miller, è stata rapita da un negozio di generi alimentari da un membro di una milizia anti-governativa, Francis Goehring. Quando il rapitore è stato fermato e messo alle strette dalla polizia si è fatto saltare con una granata senza lasciare alcun indizio per poter localizzare l'ultima vittima. Gli uomini della BAU concentrano la loro attenzione sull'ambiente della milizia. Quando una quarta donna viene rapita davanti a un distributore di benzina, le ricerche dei federali puntano su un ragazzo che ha assunto l'identità del suo mentore e istruttore. Nel frattempo, viene individuato il luogo nel quale le donne sono state tenute prigioniere e torturate. Alcune cassette contengono il delirante manifesto di morte dell'assassino e la certezza della presenza di molti altri cadaveri.
- Altri interpreti: Francis Goehring (Michael Cudlitz), sceriffo (Jim Beaver)

### Soggetto Ignoto
Il seguace di Goehring, Henry Frost

### Citazioni
- "Un regno terrestre non può esistere senza l'ineguaglianza tra gli esseri umani. Alcuni devono essere liberi, altri servi, alcuni dominanti, altri sottoposti". Martin Lutero. (David Rossi)

Ascolti tv Italia: 3.850.000 telespettatori 

## Fortunato
- Titolo originale: Lucky
- Diretto da: Steve Boyum
- Scritto da: Andrew Wilder

### Trama
A Bridgewater, in Florida, una nuova catena di omicidi è al centro di una indagine della squadra FBI. Le modalità delittuose fanno ritenere i federali che le vittime potrebbero essere state uccise dagli adepti di una setta satanica. Per questo motivo, i detective cercano la collaborazione di un sacerdote locale. Una volta entrato nella chiesa, Morgan manifesta un comportamento bizzarro che incuriosisce Rossi. La pista conduce i federali a un paziente rilasciato da un istituto psichiatrico al compimento della maggiore età. La mutilazione eseguita sui cadaveri dimostra che l'assassino potrebbe essersi cibato di parte dei corpi delle sue vittime. Intanto, l'appuntamento di Penelope Garcia con l'uomo dei suoi sogni finisce in modo tragico.
- Altri interpreti: Bailey Chase (James 'Colby' Baylor), Nick Searcy (Det. Jordan), John Lafayette (Dott. Lorenz), Michael Beach (Padre Marks), Jamie Kennedy (Floyd Feylinn Ferell), James Otis (Dott. Nash), John Montana (Dott. Fulton), Gwen Holloway (Lee-Ann Kelton), Daniel Quinn (Bob Kelton), Kate Connor (Sheryl Timmons), Seth William Meier (John Timmons)

### Soggetto Ignoto
Lo psicopatico Floyd Feylinn Ferell

### Citazioni
- Jennifer "JJ" Jareau: Le sette sataniche killer non esistono, ma i serial killer satanici sì. 
 David Rossi: Lasciate ogni speranza voi ch'entrate... 
 Jennifer "JJ" Jareau: Adesso è tutto chiaro... 
 Dott. Spencer Reid: Oh, è un verso dell'Inferno di Dante. È una scritta scolpita sulla porta dell'inferno, nel canto terzo. 
 Jennifer "JJ" Jareau: Allora era un sì! 
 Aaron Hotchner: Un grosso sì!
- "Il sonno della ragione genera mostri". Francisco Goya. (Derek Morgan)
- Il romanziere inglese del sedicesimo secolo Thomas Deloney ha scritto: "Dio manda la carne e il Diavolo manda i cuochi". (Derek Morgan)

## Penelope
- Titolo originale: Penelope
- Diretto da: Félix Enríquez Alcalá
- Scritto da: Chris Mundy

### Trama
Garcia è stata colpita. Fortunatamente la ferita causata dal proiettile non è letale e dopo l'operazione che la rende fuori pericolo, si ristabilisce in fretta per aiutare la squadra ad arrestare il colpevole. Purtroppo il nome fornito dal misterioso accompagnatore è falso, così come il lavoro. Una commissione dell'FBI poi inizia a indagare su di lei per via di alcuni file secretati sul suo PC. Questo fa sì che Penelope venga sospesa dal lavoro e tutto il suo operato venga controllato da un altro tecnico informatico. Nel frattempo la squadra cerca di scoprire il colpevole anche senza l'appoggio del Bureau mentre viene ucciso un poliziotto messo a guardia dell'abitazione di Garcia. Il BAU scopre finalmente la ragione della "caccia" nei confronti di Penelope: la ragazza fa volontariato presso le famiglie di chi è stato vittima di uccisioni violente e, andando al di là dei propri compiti, mette nel computer dell'FBI alcuni fascicoli dei casi irrisolti, in modo che non vengano dimenticati e così consolando le famiglie in lutto. Il colpevole di alcuni di questi casi ha tentato di uccidere Garcia, e cosa incredibile, è un poliziotto che chiede all'FBI di cancellare tali file, fortunatamente il tecnico sostituto di Garcia avvisa la squadra.

### Soggetto Ignoto
Il vice-sceriffo Jason Clark Battle, alias James Colby Baylor

### Citazioni
- William Shakespeare ha scritto: "Ama tutti, fidati di pochi, non fare torto a nessuno". (Penelope Garcia)

## Il cavaliere della notte
- Titolo originale: True Night
- Diretto da: Edward Allen Bernero
- Scritto da: Edward Allen Bernero

### Trama
A Los Angeles, California, i poliziotti sono alle prese con un presunto serial killer che sta uccidendo i componenti di una nota e malfamata banda, in un modo orribile. Il BAU interviene e dopo le consuete indagini, si scopre che questo assassino era una persona normale, ha iniziato a uccidere dopo un evento traumatico. Il dito si punta su un disegnatore di fumetti, al quale la banda ha barbaramente ucciso la ragazza incinta, che disegna con precisione le scene del crimine, ma non ricorda nulla.
- Altri interpreti: Frankie Muniz (fumettista)

### Soggetto Ignoto
Il disegnatore di fumetti Jonny McHale

### Citazioni
- Clive Barker ha detto: "Superman è dopotutto una forma di vita aliena, è semplicemente il volto accettabile di entità che ci invadono". (Dott. Spencer Reid)
- Frank Miller autore di fumetti: "L'eroe nero è un cavaliere con l'armatura incrostata di sangue e sporco... ma nega sempre incessantemente di essere un eroe". (Penelope Garcia)

## Eredità di sangue
- Titolo originale: Birthright
- Diretto da: John E. Gallagher
- Scritto da: Erica Messer e Debra J. Fisher

### Trama
Nella cittadina di Fredericksburgh, in Virginia, spariscono giovani donne. La prima è stata ritrovata morta dopo essere stata picchiata e seviziata. Ci sono altre due ragazze scomparse. Tutto questo risulta ancora più inquietante in considerazione del fatto che già ventisette anni prima nella stessa cittadina erano morte diverse ragazze nello stesso modo, poi gli omicidi si erano misteriosamente interrotti. Lo sceriffo chiede l'aiuto del BAU e la squadra si reca sul posto a indagare. Si scopre così che esiste una sopravvissuta, una donna che ventisette anni prima era riuscita a scappare dalla segregazione e a salvarsi. Purtroppo nessuno le credette all'epoca, in quanto era stata drogata e già prima era una sbandata. Finalmente si arriva al colpevole dei precedenti omicidi, effettivamente morto 27 anni prima e adesso i sospetti puntano sul figlio che ha la stessa età del padre quando aveva iniziato la scia di sangue.

### Soggetto Ignoto
Charles Wilkinson, seguendo le orme del padre, ormai deceduto, Robert Wilkinson

### Citazioni
- La poetessa americana Anne Sexton ha scritto: "Non importa chi fosse mio padre, importa chi ricordo che fosse". (Aaron Hotchner)
- Wordsworth ha scritto: "Un semplice bambino che trae respiri leggeri e sente la vita in tutti gli arti che ne può sapere della morte?" (Jennifer "JJ" Jareau)

## La terza possibilità
- Titolo originale: 3rd Life
- Diretto da: Anthony Hemingway
- Scritto da: Simon Mirren

### Trama
Il BAU viene interpellato e si reca a Chula Vista in California per tracciare il profilo di un nuovo killer che ha rapito due ragazze, uccidendone una. Investigando, si scopre che il padre della ragazza che è ancora in mano ai rapitori è un importante teste, che dovrà testimoniare in un processo di lì a pochi giorni. Quest'uomo è in realtà un killer della mafia, che per proteggere la vita di sua figlia (la madre è morta in un incidente, che in realtà era stato architettato per uccidere lui), è entrato nel programma di protezione dei testimoni. Nel frattempo viene ritrovato morto un adolescente, probabilmente uno dei rapitori. Ci si convince perciò che il processo non c'entri nulla con il rapimento, ma le cose precipitano.

### Soggetto Ignoto
I tre compagni di scuola Ryan Philips, Taylor Coleman e Douglas Silverman

### Citazioni
- "Nessun uomo o donna che cerchi di realizzare un ideale a modo suo è senza nemici". Daisy Bates. (Aaron Hotchner)
- "Ci vuole un padre saggio per conoscere il proprio figlio". William Shakespeare. (David Rossi)

## Il prezzo dell'ambizione
- Titolo originale: Limelight
- Diretto da: Glenn Kershaw
- Scritto da: Jay Beattie e Dan Dworkin

### Trama
Acquistando il contenuto di un box a un'asta a Philadelphia, Pennsylvania, i nuovi proprietari trovano una serie di indizi inquietanti, che lasciano supporre che l'autore abbia commesso una catena di delitti. Pur non avendo alcun cadavere, l'agente Jill Morris decide di chiamare il BAU, per investigare su questo presunto serial killer. L'agente Morris è molto ambiziosa e, pur esprimendo la sua grande ammirazione per il lavoro della squadra e soprattutto dell'agente Rossi, non esita a "disobbedire", indicendo una conferenza stampa per divulgare notizie e mettersi così in mostra di fronte ai media.
Invogliato dalla crescente attenzione del pubblico, il soggetto ignoto chiama la linea telefonica dedicata per le indagini e rivela la posizione di altre due vittime. Ma l'assassino è intenzionato a scrivere il resto della sua storia con l'aiuto di Jill, perciò la rapisce.
La squadra si trova a dover lottare contro il tempo per riuscire a salvare Jill dal maniaco.

### Soggetto Ignoto
Lo psicopatico Jeremy Embrus

### Citazioni
- "E so il male che sto per fare ma il furore in me è più forte della ragione. E il furore è la causa delle peggiori sciagure nel mondo". Euripide. (David Rossi)
- "Paghiamo un prezzo per tutto quello che prendiamo o portiamo in questo mondo e anche se vale la pena avere delle ambizioni queste non si realizzano a poco prezzo". Lucy Maud Montgomery. (David Rossi)

## Il tassello mancante
- Titolo originale: Damaged
- Diretto da: Edward Allen Bernero
- Scritto da: Edward Allen Bernero

### Trama
In questo episodio si scopre finalmente il motivo per cui l'agente David Rossi è rientrato nella BAU - vale a dire il "lavoro in sospeso" cui Rossi aveva accennato parlando con l'agente Hotchner nell'episodio 6.
Si tratta del brutale omicidio di una coppia, risalente a venti anni prima: dopo aver catturato uno stupratore seriale a Indianapolis, Indiana, Rossi fu il primo insieme a un detective della omicidi ad accorrere sulla scena di un duplice omicidio. Marito e moglie erano stati massacrati a colpi di ascia di fronte ai loro piccoli tre bambini che, sporchi di sangue, continuavano a urlare. In seguito i tre bambini sono cresciuti tra grandi difficoltà.
L'agente Rossi, non era riuscito a scoprire il colpevole. Tormentato da incubi e dai rimorsi, egli decide di tornare a Indianapolis, sul luogo del delitto, per svolgere nuove indagini, benché in veste non ufficiale. Venuti a conoscenza di quello che sta facendo, Morgan, Prentiss e JJ decidono di raggiungerlo, per aiutarlo. Hotch e Reid si trovano invece in Connecticut, dove un serial killer detenuto nel braccio della morte li ha chiamati per poter parlare con loro prima dell'esecuzione. Intanto si scopre che Garcia ha una relazione con il collega Kevin Lynch.

### Soggetto Ignoto
Il pagliaccio del parco divertimenti Joe, aiutato dal padre Landon

### Citazioni
- "Nel profondo di ognuno di noi si nasconde il bambino che siamo stati. Questo bambino costituisce la base di quello che siamo diventati, di quello che siamo, di quello che saremo". Dott. Ron Joseph, neuroscienziato. (David Rossi)
- "Non esistono formule per il successo, a parte forse un'accettazione incondizionata della vita e di quello che ci porta". Arthur Rubinstein. (Aaron Hotchner)

## L'angelo della misericordia
- Titolo originale: A Higher Power
- Diretto da: Félix Enríquez Alcalá
- Scritto da: Michael Udesky

### Trama
Una serie di suicidi sconvolge la città di Pittsburgh. Le cinque vittime sono accomunate dal fatto di essere i genitori di alcuni tra i 14 bambini morti nell'incendio di un centro ricreativo della città, qualche mese prima. La squadra viene chiamata sul posto da un agente di polizia, il quale non crede che si possa trattare di suicidi. Il giudizio dell'agente potrebbe tuttavia non essere imparziale, dal momento che il fratello stesso è nell'elenco delle vittime. Morgan, in particolare, è convinto che non si tratti di omicidi seriali. Dopo la morte per impiccagione di una giovane donna che sembrava aver superato la perdita del figlio, tuttavia, la squadra prende in considerazione l'ipotesi che questi suicidi siano l'opera di un particolare serial killer, definito "angelo della misericordia", che uccide le sue vittime per liberarle dalla disperazione. Si scopre che tutte le vittime frequentavano dei gruppi di recupero anonimi, che potrebbero essere frequentati dall'S.I. in cerca di nuovi obiettivi per la sua "missione misericordiosa".
Il fratello dell'agente è stato l'unico ad essersi davvero suicidato.

### Soggetto Ignoto
L'angelo della morte, Peter Redding

### Citazioni
- "L'unico rifugio dalla confessione è il suicidio e il suicidio è una confessione". Daniel Webster[non chiaro]. (David Rossi)
- "La nostra qualità più autentica è la capacità di creare, di superare, di sopportare, di trasformare, di amare e di essere più grandi della nostra sofferenza". Ben Okri. (Emily Prentiss)

## Memoria da elefante
- Titolo originale: Elephant's Memory
- Diretto da: Bobby Roth
- Scritto da: Andrew Wilder

### Trama
La squadra viene chiamata a West Bune in Texas per investigare su un'esplosione e il conseguente omicidio di alcuni poliziotti del luogo che si erano attivati per fermare l'incendio. Emerge che un giovane ragazzo nato e cresciuto nella città, da sempre vessato dal padre e istruito come un militare, ha deciso di farsi "giustizia da sé", uccidendo il padre violento della sua fidanzata, i compagni di scuola che lo avevano umiliato e anche uno studente che aveva approfittato anni prima della sua fidanzata. In seguito ha convinto la ragazza -ignara di tutto- a fuggire con lui. In questo episodio sia Morgan che Reid dicono di essere stati anche loro ragazzini vittime di bullismo, e ricordano le loro storie. In particolare Reid è molto arrabbiato con la scuola e con la cittadinanza tutta che poteva intervenire ad aiutare il ragazzo, ma nessuno lo ha mai fatto. La squadra, alla fine, riesce a contattare la ragazza tramite un cellulare e convincerla che il ragazzo che ha di fianco è pericoloso e lei fugge, dopo aver scoperto un cadavere, il proprietario della casa dove i due si stanno nascondendo, che il ragazzo ha ucciso per non farsi trovare. Arrivata alla stazione di polizia, indica la casa dove si nascondevano, ma all'arrivo della BAU il giovane non c'è più; vuole ridare all'amata il ciondolo della sua defunta madre. Reid, capendo che il ragazzo cercherà la fidanzata proprio alla Stazione di Polizia, lo intercetta e, entrando in empatia con lui, lo convince ad arrendersi. Quando viene arrestato, il suo ultimo gesto è lasciare il ciondolo nelle mani della ragazza.

### Soggetto Ignoto
Lo studente Owen Savage

### Citazioni
- "Un'anima triste uccide velocemente, molto più velocemente di un germe". John Steinbeck. (Dott. Spencer Reid)
- "Oltrepassiamo i nostri ponti dopo esserci arrivati e ce li bruciamo alle spalle, e niente mostra il cammino percorso, tranne il ricordo dell'odore del fumo e la sensazione che una volta i nostri occhi hanno lacrimato". Tom Stoppard. (Dott. Spencer Reid)

## I segreti degli altri
- Titolo originale: In Heat
- Diretto da: John Gallagher
- Scritto da: Andi Bushell

### Trama
La squadra è a Miami, Florida, per indagare su strane morti di turisti, tutti uomini e tutti in viaggio soli. Tra loro c'è anche un poliziotto. La squadra comprende subito che i morti sono tutti omosessuali e arriva a capire che l'assassino ha un grande disturbo di personalità, per cui si impossessa della personalità delle sue vittime, questo a causa di una grave confusione sessuale. Tra i collaboratori del caso c'è l'agente William La Montaine, collega del poliziotto ucciso, che ha anche una storia con JJ, che lei non vuole far sapere alla squadra; il poliziotto, però, è scosso all'idea che il collega, che era sposato, abbia sempre finto con lui, non ammettendo mai di essere gay. 
Nel frattempo la squadra scopre che la prima vittima, scomparso senza mai ritrovare il cadavere, in realtà è proprio il killer. Il padre del giovane, guardia carceraria, da sempre lo vessava psicologicamente e fisicamente a causa della sua diversità. Tra le altre cose a cui il ragazzo era sottoposto, c'era "l'insegnamento" della tecnica di strangolamento a braccia, (insegnata come tecnica di difesa alle forze dell'ordine USA) che non lascia segni visibili -firma degli omicidi. La sorella, mai toccata dal padre poiché ritenuta "normale" ha dato dei soldi al fratello per la vacanza e si sente in colpa se è scomparso e maggiormente quando comprende che ha dato le chiavi di fuga a una mente deviata, ma non lo colpevolizza mai. Nel contempo, gli omicidi si susseguono. Viene diramato l'allarme e il giovane viene trovato a un ostello della gioventù, dove aveva assunto l'identità della sua ultima vittima, un ragazzo tedesco, per cui parla con un accento tedesco. All'arresto, riesce solamente a dire "dite a mio padre che non ho mai fatto nulla con quegli uomini, che non ho mai fatto nulla con gli uomini, neanche quelli che ho ucciso". L'ultima scena è tra JJ e il fidanzato: si stanno lasciando perché lei non vuole divulgare la loro relazione: lui si allontana, ma JJ gli corre dietro e lo bacia davanti alla squadra (che in realtà aveva intuito da tempo la loro relazione).

### Soggetto Ignoto
Il figlio della guardia carceraria, Steven Fitzgerald

### Citazioni
- George Bernard Shaw: "Non ci sono segreti meglio custoditi di quelli che tutti conoscono". (Jennifer Jareau)
- John Churton Collins: "Se conoscessimo i segreti gli uni degli altri, che sollievo proveremmo". (Jennifer Jareau)

## Vite incrociate
- Titolo originale: The Crossing
- Diretto da: Guy Norman Bee
- Scritto da: Erica Messer e Debra J. Fisher

### Trama
Una donna viene perseguitata da un ammiratore pazzo di lei, nonostante abbia cambiato città, che le manda foto del suo corpo e cerca di assomigliare al ragazzo di lei per diventare il suo tipo. Il pazzo riesce a rapire la donna, ma non le fa del male. Alla fine viene catturato e lei torna dal compagno. JJ scopre di essere incinta e lo comunica al suo compagno.

### Soggetto Ignoto
Il tecnico informatico Mike Hicks

### Citazioni
- L'autore Christian Nestell Bovee ha scritto: "Nessuno è felice senza avere un'illusione, le illusioni sono necessarie alla nostra felicità quanto le cose reali". (Emily Prentiss)
- Susan B. Anthony ha detto: "Una donna non deve dipendere dalla protezione dell'uomo, deve imparare a proteggere se stessa". (Jennifer Jareau)

## Tabula rasa
- Titolo originale: Tabula Rasa
- Diretto da: Steve Boyum
- Scritto da: Jay Beattie e Dan Dworkin

### Trama
A Roanoke, in Virginia, un uomo di nome Brian Matloff, sospettato di essere "Lo Strangolatore di Blue Ridge", si risveglia da un coma durato ben quattro anni. La squadra decide di riaprire il suo caso nella speranza che l'accaduto non abbia completamente cancellato i ricordi dalla mente dell'uomo. Latloff sembra aver perso la memoria, ma gli agenti federali sospettano che potrebbe trattarsi di una simulazione, sebbene l'uomo abbia superato brillantemente un test di sollecitazione della memoria visiva. Gli agenti provano a cercare nuove prove in grado di dimostrare la colpevolezza del sospetto e scoprono che negli anni del coma una donna gli ha fatto visita in ospedale con regolarità. Si tratta della madre biologica alla quale Latloff ha spedito alcuni oggetti sottratti alle sue vittime.

### Soggetto Ignoto
Brian Matloff, anche chiamato "Lo strangolatore di Blue Ridge"

### Citazioni
- Anatole France: "Tutti i cambiamenti, anche i più desiderati, hanno la loro malinconia, perché ciò che lasciamo dietro è una parte di noi. Dobbiamo morire in una vita prima di poter entrare in un'altra". (Aaron Hotchner)
- William Wordsworth: "Se niente può far sì che si rinnovi all'erba il suo splendore e che riviva il fiore, della sorte funesta non ci dorremo, ma ancor più saldi in petto godrem di quel che resta". (Dott. Spencer Reid)

## Bassa intensità
- Titolo originale: Lo-Fi
- Diretto da: Glenn Kershaw
- Scritto da: Chris Mundy

### Trama
La squadra BAU si reca a New York per risolvere il caso di una serie di sparatorie casuali nelle quali hanno perso la vita degli ignari civili. All'inizio, i federali sono convinti che gli omicidi siano stati provocati dallo stesso killer, ma ben presto diviene evidente che si tratta dell'azione di un gruppo di criminali, con tutta probabilità dei terroristi, che stanno mettendo alla prova i tempi di reazione delle forze dell'ordine in vista di un probabile attacco su larga scala. Will raggiunge JJ a New York per prendere alcune decisioni in merito al bambino in arrivo. I componenti della squadra di Hotchner salgono sui loro veicoli quando uno di questi viene fatto saltare in aria.

### Citazioni
- Voltaire ha detto: "Chi ha delle estasi, delle visioni, chi scambia i sogni per la realtà è un entusiasta. Chi sostiene la propria follia con l'omicidio è un fanatico". (Aaron Hotchner)